# Campionat del Món d'atletisme de 2007 - 200 metres masculins

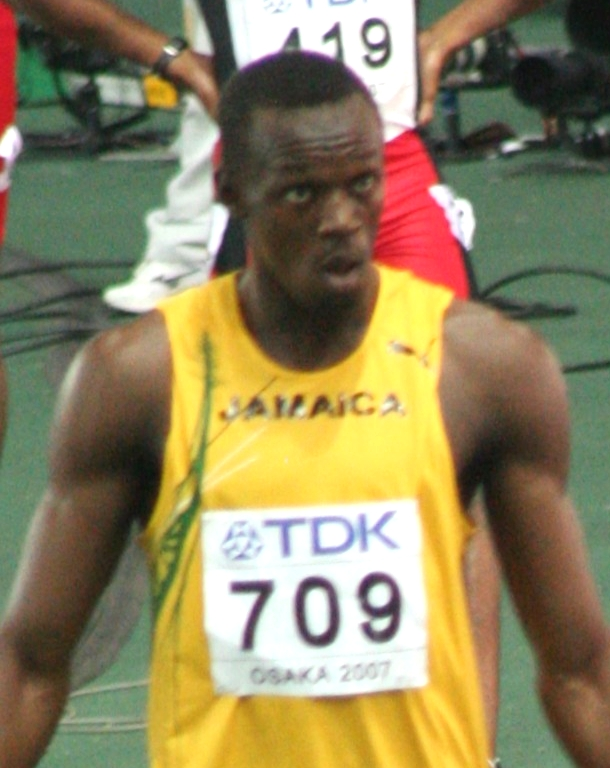
Usain Bolt, medalla d'argent, durant els campionats.

Els 200 metres masculins al campionat del Món d'atletisme de 2007 van tenir lloc a l'estadi Nagai els dies 28, 29 i 30 d'agost.

## Medallistes
| Or     | Tyson Gay · Estats Units (USA)        |
| Argent | Usain Bolt · Jamaica (JAM)            |
| Bronze | Wallace Spearmon · Estats Units (USA) |

## Rècords
Els rècords del món i del campionat abans de la prova eren els següents.
| Rècord del Món       | Michael Johnson (USA) | 19.32 | Atlanta, Estats Units | 1 d'agost de 1996  |
| Rècord del campionat | Michael Johnson (USA) | 19.79 | Göteborg, Suècia      | 11 d'agost de 1995 |

## Resultats

### Final
La final va ser el 30 d'agost a les 22:20 hores (UTC+9). El vent va ser de -0,8 metres per segon.
| Posició           | Atleta                     | Temps | Notes                  |
| ----------------- | -------------------------- | ----- | ---------------------- |
| Medalla d'or      | Tyson Gay (USA)            | 19.76 | Rècord dels campionats |
| Medalla de plata  | Usain Bolt (JAM)           | 19.91 |                        |
| Medalla de bronze | Wallace Spearmon (USA)     | 20.05 |                        |
| 4                 | Rodney Martin (USA)        | 20.06 | Millor marca personal  |
| 5                 | Churandy Martina (AHO)     | 20.28 |                        |
| 6                 | Marvin Anderson (JAM)      | 20.28 |                        |
| 7                 | Christopher Williams (JAM) | 20.57 |                        |
| 8                 | Anastásios Goúsis (GRE)    | 20.75 |                        |

### Semifinals
Els quatre primers classificats de cada semifinal (Q) passaven a la final.
La primera semifinal va ser el 29 d'agost a les 20:20 (UTC+9). El vent va ser de -0,4 metres per segon.
| Posició | Atleta                   | Temps | Notes                            |
| ------- | ------------------------ | ----- | -------------------------------- |
| 1       | Usain Bolt (JAM)         | 20.03 | Q                                |
| 2       | Wallace Spearmon (USA)   | 20.05 | Q                                |
| 3       | Rodney Martin (USA)      | 20.18 | Q / Millor marca de la temporada |
| 4       | Churandy Martina (AHO)   | 20.04 | Q / Rècord nacional              |
| 5       | Francis Obikwelu (POR)   | 20.40 |                                  |
| 6       | Brian Dzingai (ZIM)      | 20.45 |                                  |
| 7       | Marcin Jedrusinski (POL) | 20.54 |                                  |
| 8       | Bryan Barnett (CAN)      | 20.68 |                                  |

La segona semifinal va ser el 29 d'agost a les 20:28 (UTC+9). El vent va ser de -0,4 metres per segon.
| Posició | Atleta                     | Temps | Notes                     |
| ------- | -------------------------- | ----- | ------------------------- |
| 1       | Tyson Gay (USA)            | 20.00 | Q                         |
| 2       | Marvin Anderson (JAM)      | 20.06 | Q / Millor marca personal |
| 3       | Christopher Williams (JAM) | 20.24 | Q                         |
| 4       | Anastásios Goúsis (GRE)    | 20.33 | Q                         |
| 5       | Brendan Christian (ANT)    | 20.36 |                           |
| 6       | Paul Hession (IRL)         | 20.50 |                           |
| 7       | Kristof Beyens (BEL)       | 20.53 |                           |
| 8       | Patrick Johnson (AUS)      | 20.73 |                           |

### Quarts de final
Els quatre primers classificats de cada sèrie (Q) passaven a semifinals.
La primera sèrie de quarts de final va ser el 28 d'agost a les 20:10 (UTC+9). El vent va ser de 0,3 metres per segon.
| Posició | Atleta                          | Temps | Notes                            |
| ------- | ------------------------------- | ----- | -------------------------------- |
| 1       | Rodney Martin (USA)             | 20.25 | Q                                |
| 2       | Brian Dzingai (ZIM)             | 20.28 | Q / Millor marca de la temporada |
| 3       | Brendan Christian (ANT)         | 20.36 | Q                                |
| 4       | Christopher Williams (JAM)      | 20.40 | Q                                |
| 5       | Matic Osovnikar (SLO)           | 20.65 |                                  |
| 6       | Amr Ibrahim Mostafa Seoud (EGY) | 20.72 |                                  |
| 7       | Shinji Takahira (JAP)           | 20.77 |                                  |
| 8       | James Dolphin (NZL)             | 10.44 |                                  |

La segona sèrie de quarts de final va ser el 28 d'agost a les 20:18 (UTC+9). El vent va ser de -0,3 metres per segon.
| Posició | Atleta                  | Temps | Notes |
| ------- | ----------------------- | ----- | ----- |
| 1       | Usain Bolt (JAM)        | 20.13 | Q     |
| 2       | Wallace Spearmon (USA)  | 20.26 | Q     |
| 3       | Churandy Martina (AHO)  | 20.39 | Q     |
| 4       | Bryan Barnett (CAN)     | 20.41 | Q     |
| 5       | Visa Hongisto (FIN)     | 20.78 |       |
| 6       | Tomoya Kamiyama (JAP)   | 20.89 |       |
| 7       | Basílio de Moraes (BRA) | 21.07 |       |
| 8       | Jacobi Mitchell (BAH)   | 21.17 |       |

La tercera sèrie de quarts de final va ser el 28 d'agost a les 20:26 (UTC+9). El vent va ser de 0,9 metres per segon.
| Posició | Atleta                   | Temps | Notes                            |
| ------- | ------------------------ | ----- | -------------------------------- |
| 1       | Tyson Gay (USA)          | 20.08 | Q                                |
| 2       | Marvin Anderson (JAM)    | 20.13 | Q / Millor marca personal        |
| 3       | Francis Obikwelu (POR)   | 20.38 | Q / Millor marca de la temporada |
| 4       | Marcin Jedrusinski (POL) | 20.53 | Q                                |
| 5       | Sandro Viana (BRA)       | 20.68 |                                  |
| 6       | Shingo Suetsugu (JAP)    | 20.70 |                                  |
| 7       | Marco Cribari (SWI)      | 20.86 |                                  |
| 8       | Guus Hoogmoed (NED)      | 21.32 |                                  |

La quarta sèrie de quarts de final va ser el 25 d'agost a les 20:34 (UTC+9). El vent va ser de 0,6 metres per segon.
| Posició | Atleta                  | Temps | Notes |
| ------- | ----------------------- | ----- | ----- |
| 1       | Paul Hession (IRL)      | 20.50 | Q     |
| 2       | Anastásios Goúsis (GRE) | 20.51 | Q     |
| 3       | Kristof Beyens (BEL)    | 20.52 | Q     |
| 4       | Patrick Johnson (AUS)   | 20.62 | Q     |
| 5       | Arnaldo Abrantes (POR)  | 20.82 |       |
| 6       | Ivan Teplykh (RUS)      | 20.98 |       |
| 7       | Marc Schneeberger (SWI) | 21.09 |       |
| 8       | Franklin Nazareno (ECU) | 21.50 |       |

### Sèries
Els quatre primers de cada sèrie (Q) més els vuit més ràpids (q) passaven als quarts de final.
La primera sèrie va ser el 28 d'agost a les 11.10 hores (UTC+9). El vent va ser de 0,2 metres per segon.
| Posició | Atleta                     | Temps | Notes |
| ------- | -------------------------- | ----- | ----- |
| 1       | Shinji Takahira (JAP)      | 20.83 | Q     |
| 2       | Christopher Williams (JAM) | 20.88 | Q     |
| 3       | Basílio de Moraes (BRA)    | 21.09 | Q     |
| 4       | Franklin Nazareno (ECU)    | 21.18 | Q     |
| 5       | Juan Pedro Toledo (MEX)    | 21.31 |       |
| 6       | Ruslan Abbasov (AZE)       | 21.33 |       |
| 7       | Morne Nagel (RSA)          | 21.35 |       |
| 8       | Harmon Harmon (COK)        | 23.78 |       |

La segona sèrie va ser el 28 d'agost a les 11.18 hores (UTC+9). El vent va ser de 0,2 metres per segon.
| Posició | Atleta                 | Temps | Notes                            |
| ------- | ---------------------- | ----- | -------------------------------- |
| 1       | Tyson Gay (USA)        | 20.46 | Q                                |
| 2       | Churandy Martina (AHO) | 20.47 | Q                                |
| 3       | Sandro Viana (BRA)     | 20.47 | Q                                |
| 4       | Matic Osovnikar (SLO)  | 20.51 | Q / Millor marca de la temporada |
| 5       | Visa Hongisto (FIN)    | 20.56 | q / Millor marca personal        |
| 6       | James Dolphin (NZL)    | 20.65 | q / Millor marca de la temporada |
| 7       | Marco Cribari (SWI)    | 20.71 | q                                |
| 8       | Mphelave Dlamin (SWZ)  | 21.96 | Millor marca de la temporada     |
| 9       | Amaroy Marino (PLW)    | 23.34 | Millor marca personal            |

La tercera sèrie va ser el 28 d'agost a les 11.26 hores (UTC+9). El vent va ser de 0,2 metres per segon.
| Posició | Atleta                       | Temps | Notes                            |
| ------- | ---------------------------- | ----- | -------------------------------- |
| 1       | Bryan Barnett (CAN)          | 20.31 | Q / Millor marca personal        |
| 2       | Shingo Suetsugu (JAP)        | 20.47 | Q                                |
| 3       | Patrick Johnson (AUS)        | 20.48 | Q / Millor marca de la temporada |
| 4       | Brian Dzingai (ZIM)          | 20.51 | Q                                |
| 5       | Guus Hoogmoed (NED)          | 20.57 | q                                |
| 6       | Seth Amoo (GHA)              | 20.85 |                                  |
| 7       | Hin Fong Pao (HKG)           | 21.72 |                                  |
| 8       | Sittichai Suwonprateep (THA) | 21.87 | Millor marca de la temporada     |

La quarta sèrie va ser el 28 d'agost a les 11.34 hores (UTC+9). El vent va ser de 0,0 metres per segon.
| Posició | Atleta                   | Temps | Notes                           |
| ------- | ------------------------ | ----- | ------------------------------- |
| 1       | Anastásios Gaúsis (GRE)  | 20.11 | Q / Millor marca personal       |
| 2       | Usain Bolt (JAM)         | 20.12 | Q                               |
| 3       | Brendan Christian (ANT)  | 20.23 | Q / Rècord nacional             |
| 4       | Marcin Jedrusinski (POL) | 20.31 | Q / Millor marca personal       |
| 5       | Arnaldo Abrantes (POR)   | 20.48 | q / Millor marca personal       |
| 6       | Jacobi Mitchell (BAH)    | 20.81 | q                               |
| 7       | Ivan Teplykh (RUS)       | 20.81 | q/ Millor marca de la temporada |
| 8       | Mark Jelks (GUM)         | 22.45 | Millor marca personal           |

La cinquena sèrie va ser el 28 d'agost a les 11.42 hores (UTC+9). El vent va ser de 0,7 metres per segon.
| Posició | Atleta                       | Temps | Notes                 |
| ------- | ---------------------------- | ----- | --------------------- |
| 1       | Rodney Martin (USA)          | 20.44 | Q                     |
| 2       | Paul Hession (IRL)           | 20.46 | Q                     |
| 3       | Marc Schneeberger (SUI)      | 20.72 | Q                     |
| 4       | Tomoya Kamiyama (JAP)        | 20.78 | Q                     |
| 5       | Christian Krone (RSA)        | 20.85 |                       |
| 6       | Yahya Hassan I. Habeeb (JOR) | 21.01 | Rècord nacional       |
| 7       | Courtny Bascombe (VIN)       | 22.08 | Millor marca personal |
|         | Marek Niit (EST)             |       | No va començar        |

La sisena sèrie va ser el 28 d'agost a les 11.50 hores (UTC+9). El vent va ser de -0,1 metres per segon.
| Posició | Atleta                          | Temps | Notes                     |
| ------- | ------------------------------- | ----- | ------------------------- |
| 1       | Marvin Anderson (JAM)           | 20.43 | Q                         |
| 2       | Kristof Beyens (BEL)            | 20.44 | Q / Millor marca personal |
| 3       | Wallace Spearmon (USA)          | 20.45 | Q                         |
| 4       | Francis Obikwelu (POR)          | 20.61 | Q                         |
| 5       | Amr Ibrahim Mostafa Seoud (EGY) | 20.65 | q / Rècord nacional       |
| 6       | Hitjivirue Kaanjuka (NAM)       | 21.10 |                           |
| 7       | Daniel Grueso (COL)             | 21.11 |                           |
| 8       | Zahir Naseer (MDV)              | 23.27 | Millor marca personal     |